# Miguel de Muesas
Miguel de Muesas (1715, Extremadura, España - ¿?) fue un militar español que ocupó los cargos de Teniente Gobernador de Santiago de Cuba y  gobernador y Capitán General  de Puerto Rico entre 1770 y 1776. Tuvo una destacada participación militar en el desarrollo de fortalezas, aportación de armas  y en el aumento de soldados para defender Santiago de Cuba de los ataques británicos, logrando notables ascensos militares y el nombramiento de gobernador de Puerto Rico. Sin embargo, él es especialmente conocido por su fundación de varias localidades y del Directorio General de este último archipiélago.

## Biografía

### Primeros  años
Miguel de Muesas nació en Extremadura, España, en 1715.  En su adolescencia, entró como cadete en el regimiento de infantería de Granada, en 1735. Integrado en el primer batallón, en 1741  fue enviado a la Saboya, Francia y,  según Altagracia Ortiz, en 1742, es nombrado segundo teniente e incorporado al regimiento de infantería de Aragón –si bien, el Conde de Clonard creía que en realidad entró en el batallón en 1745-. Así, participó en la campaña de Italia, donde se convertiría en ayudante de campo del general Francisco Pinateli. Consiguió el título de capitán en 1746, siendo incorporado al Regimiento de Infantería de Soria. En 1749, tras la firma de los protocolos de paz, España retiró sus tropas de Italia y el regimiento fue enviado a Cádiz, para prestar servicio de guarnición allí. El 5 de junio de 1756  fue nombrado Comandante y Castellano del Morro de Santiago de Cuba, para que protegiera dicho puesto defensivo. Así, con 41 años, él viaja con su esposa, Josefa Bernaz y Ferrer, y sus dos hijos menores, a Cuba.

### Actividad militar en Cuba
Para tratar de hacer frente a la invasión británica, convocó una junta deliberativa para  los oficiales de todos los cuerpos que fueran destacados en la guarnición,. Además, para tratar de impedir el desembarco británico en  Cavañas, Aguadores, Juraguazito y Juraguá, exigió la creación de explanadas artilladas en esos lugares, así como aumentar las guardias, introduciendo  tropas regulares y milicias locales, lo suficientemente  preparadas para actuar coordinadamente y así poder dirigirse rápidamente a su destino. Además, debía defender la jurisdicción gobernativa, y aumentar  el número de tropas y guarnición en Baracoa, con los oficiales correspondientes que estuvieran disponibles, ya que era escala de naves procedentes de Europa.
Debido a que la guarnición la jurisdicción de la plaza de Santiago eran demasiado reducida para poder defenderlas totalmente de los ataques británicos, Muesas aconsejó a la Junta de Guerra que pidiera a la escuadra de la bahía, la inclusión de unos 120 o 130 soldados a la plaza, el castillo del Morro y las inmediaciones, para reforzar las defensas de Baracoa y Bayamo. También solicitó artilleros navales para usarlos en el Morro y los puestos costeros avanzados.
Además, para prevenir los ataques británicos, y de que estos lograsen  acabar con las defensas artilleras de su maquinaria naval, pensó en una retirada escalonada ante el desembarco. Con sus políticas militares, en caso de un desembarco inglés en Santiago de Cuba, estos no podrían entrar en la isla, lo que posibilitaba el mantenimiento intacto de las fortalezas y el puerto, que seguirían en manos de los defensores, mientras se daba tiempo a la llegada de tropas y milicias del resto de la isla.
Muesas también solicitó al gobernador unos 200 hombres para la realización de obras de fortificación, así como oficiales especializados en este tipo de obras, para supervisarlas, para tener lo antes posible  las fortalezas portuarias que sirvieran de defensa a la isla, tanto por su frente marítimo como por sus flancos terrestres, incorporando, si era necesario, unos 30 cañones más.
Además, creyó necesario la incorporación de unas 2000 tropas atrincheradas en las baterías y fajinas y perdonar y liberar a los presos, encarcelados por delitos, para reforzar las columnas volantes, con el fin de  proteger la parte terrestre de las fortalezas. Muesas creía que estas personas, bien dirigidas, podrían resistir una tropa de 10 o 12 mil militares británicos. 
De esta forma, Muesas logró ascender al cargo de coronel. En 1766 fue nombrado también teniente-gobernador de la plaza de Santiago de Cuba, puesto que ejerció hasta 1768. El 24 de febrero de 1769, fue nombrado, debido a sus méritos en el ejército, gobernador y Capitán General de Puerto Rico en sustitución de José Trentor y, tras conocer la noticia de su nombramiento el 29 de abril de ese año, viaja con su familia a Puerto Rico el 27 de mayo de 1769, ocupando el cargo en 1770. Cuando tenía 54 años, ya con el título de coronel de los Reales Ejércitos de América, consiguió el mando supremo de Puerto Rico.

### Gobierno en Puerto Rico
Su política en Puerto Rico significó el desarrollo de algunas mejorías en los ámbitos educativos, económicos y de milicias del archipiélago. Además, solucionó la disputa surgida en torno a la reforma agraria y estableció un impuesto por cuerdas a los hatos de pastoreo. Por otra parte, Muesas finalizó la construcción del Castillo de San Cristóbal y resolvió los problemas de la milicia que se reflejaban en el informe de O´Reilly. A lo largo de su gobierno, también fundó varias localidades: Moca, Rincón, Las Vegas, Cayey, Aguadilla y Cabo Rojo. El pueblo de Guaynabo fue fundado por él en 1769. Por otro lado, el éxodo notable de esclavos de otras islas caribeñas a Puerto Rico, impulsó que Miguel de Muesas sugiriera al rey la fundación de un poblado en el que se congregasen todos los negros libres, incluso los procedentes de las actuales Islas Vírgenes Estadounidenses (entonces danesas). El rey aceptó la propuesta y separó un grupo de tierras de Río Piedras  para crear una demarcación de la que pudieran asentarse los esclavos libres, quienes fundaron San Mateo de Cangrejos (actual Santurce).
Sin embargo, según otras fuentes, Muesas no fue tan «caritativo» con los esclavos libres que se refugiaban en Puerto Rico, pues los consideraba ladrones y salteadores de caminos. Así, en 1770, prometió recompensar económicamente a todas aquellas personas que capturaran un cimarrón y, además, todos los esclavos prófugos venidos de otras islas caribeñas, tras ser capturados, debían ser entregado rápidamente a las autoridades españolas de Puerto Rico. También se permitía que fueran golpeados si no quedaba otro remedio para poder ser capturados y, si el esclavo era protegido por otras personas del archipiélago, estas serían castigadas con «un año de grillete» y sancionado a pagar una alta cantidad de dinero.
Respecto al ámbito educativo, Miguel de Muesas creó y divulgó el Directorio General para tratar de eliminar todos los males y redactar un reglamento en el que se expongan todas las obligaciones de un Teniente gobernador, para impulsar que Puerto Rico siempre tenga un buen gobierno. Durante su gobierno, las familias debían enviar, al menos, 1 de cada 2 hijos al colegio, el cual debería permanecer en el mismo hasta que supiera leer y escribir. Además, los niños debían acudir a dicho centro independientemente de su raza, siempre que fueran libres.
Abandonó el gobierno de Puerto Rico en 1776, siendo reemplazado por José Dufresne.